# Synagogue de Nitra
La synagogue de Nitra (en slovaque : synagóga v Nitre) est un bâtiment situé en Slovaquie dans la ville de Nitra.
Cet édifice religieux est construite entre 1908 en 1911, par un célèbre architecte de Budapest Lipót Baumhorn dans le style art nouveau. Elle est en service jusqu'à la Seconde Guerre mondiale.
Après une rénovation complète en 2004, le bâtiment est maintenant un centre culturel, salle de concert ainsi qu'un musée juif.
En 1992 une plaque commémorant la génocide des juifs du pays est apposée sur le bâtiment.
Auparavant propriété de la communauté juive de la ville, elle est depuis 1991 propriété de la ville de Nitra et inscrite dans la liste des monuments culturels de Slovaquie.

## Galerie

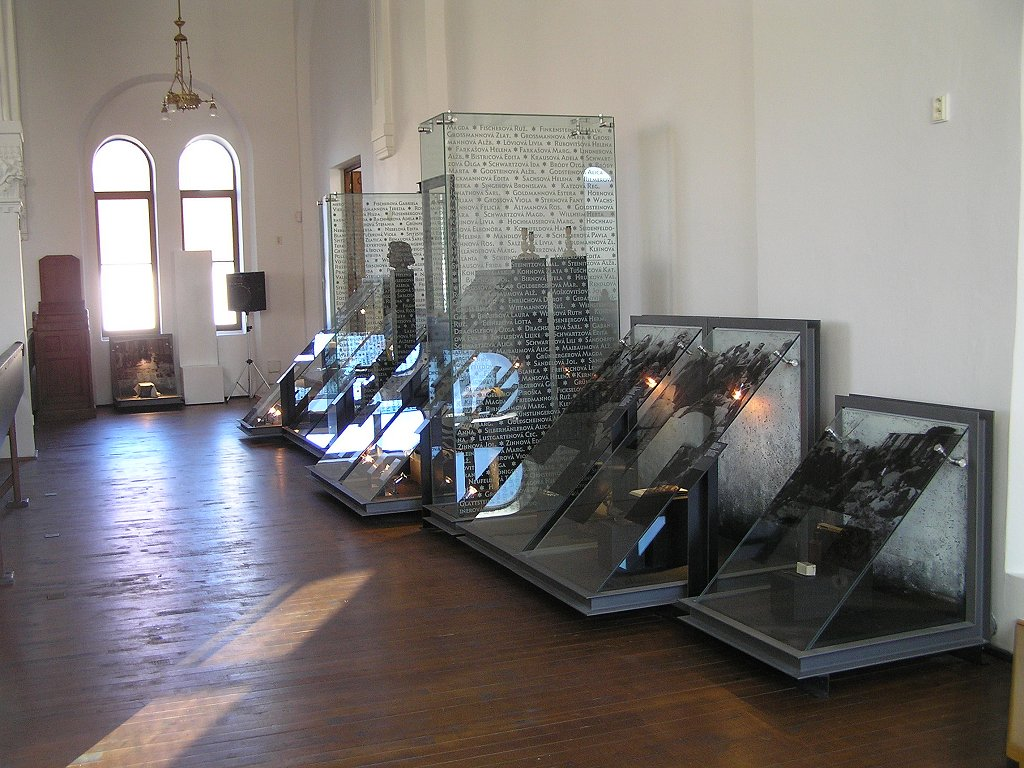
Exposition sur la communauté juive de la ville d'avant-guerre.
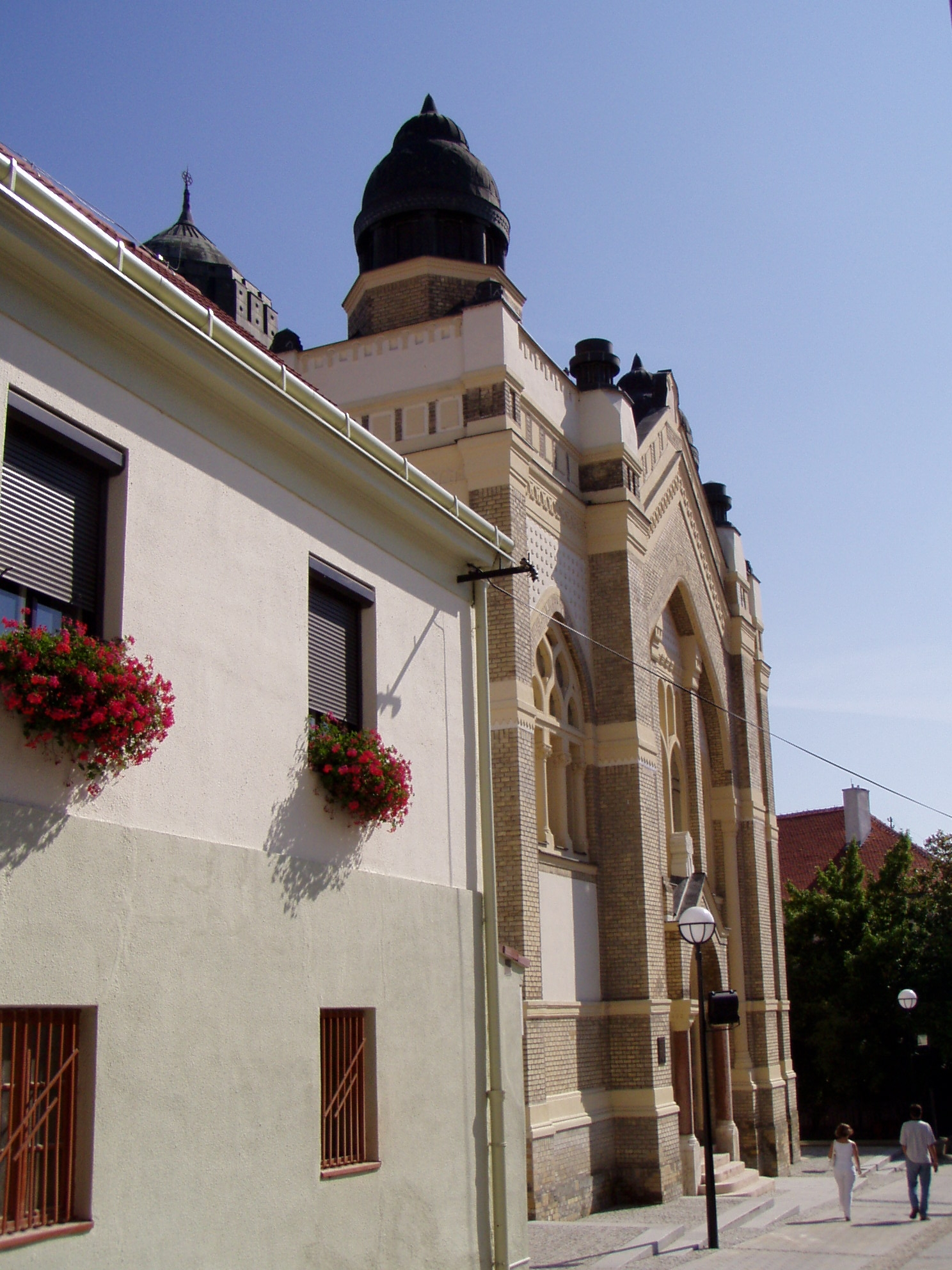
Extérieur de l'édifice.
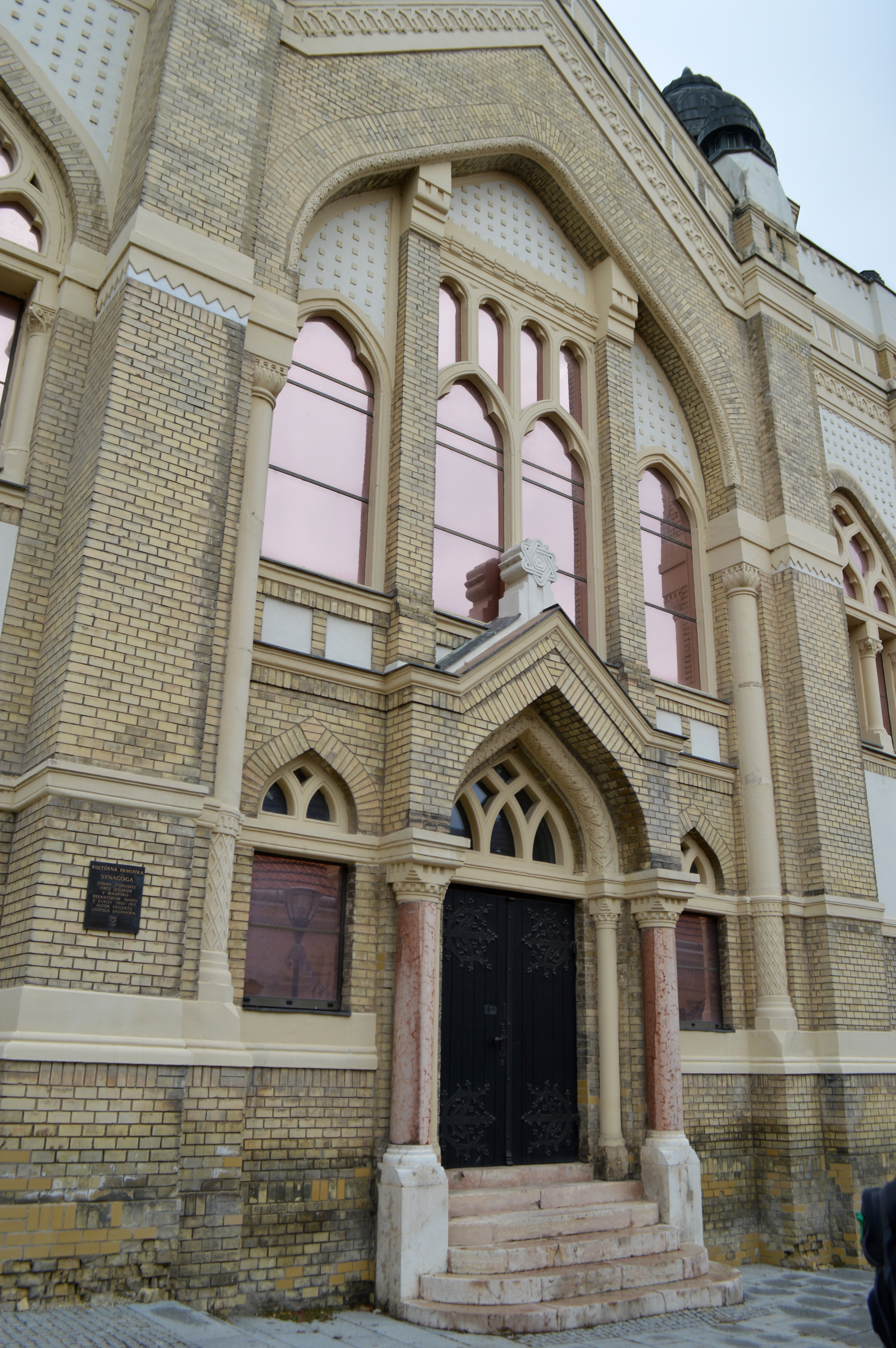
Extérieur de l'édifice.